# Simpang Terusan
Simpang Terusan is een bestuurslaag in het regentschap Batang Hari van de provincie Jambi, Indonesië. Simpang Terusan telt 2075 inwoners (volkstelling 2010).